# 二階堂紅丸
二階堂 紅丸（にかいどう べにまる、Benimaru Nikaido）は、SNKの対戦型格闘ゲーム『ザ・キング・オブ・ファイターズ』シリーズに登場する架空の人物。

## キャラクター設定
草薙京とは親友にしてライバルで、『ザ・キング・オブ・ファイターズ』（以下『KOF』と表記）シリーズでは第一作である『KOF'94』（以下『'94』と表記）から毎回登場しており、京や大門五郎とともにチームを組んできた。『KOF'96』（以下『'96』と表記）のエンディングでは「また一緒に闘おう」ということを言っているが、『KOF MAXIMUM IMPACT 2』の京のストーリーでは「日本に戻ったら再び組む気はない」と言い放っている。一方で『KOF XII』（以下『XII』と表記）では「京につまらないところで負けてもらいたくない」からチームを組んでいると発言している。『KOF'98』（以下『'98』と表記）や『KOF'99』（以下『'99』と表記）では、京との戦闘前に専用の演出が用意されている。八神庵ほど露骨な執着ではないが、いずれはかつて自分を敗北させた京と決着を付けたいと思っており、京との再戦を望んでいる描写がある。前述の「再びチームを組む気はない」という発言もその意思表示であり、京も「そんなに待たせるつもりはない」と返している。『KOF XIII』（以下『XIII』と表記）では京の諸々の因縁が解決した時が決着を付ける時だと発言している。
「シューティング」という格闘スタイルで戦う。生まれつき雷を操ることができる帯電体質だが、嬉野秋彦の小説版ではほとんど描かれていない。
プロフィールでは「嫌いなもの」におたくを挙げているが、本人が使う技の名前は昔のアニメや特撮を元ネタにしている。
髪を逆立てているが、これは戦う時だけで普段は髪を下ろしている。『KOF2000』（以下『2000』と表記）のアナザーストライカー（アナザー紅丸）では、髪を下ろした状態（衣装も違ったもの）で登場した。開発者によれば1時間かけてハードスプレーでセットしてるというコメントがあり、嬉野による小説版でもスプレーかジェルを使用してのセットという設定になっている。
服装は初登場から『KOF2002』（以下『2002』と表記）まで共通で黒いトップスに白いボトムという組み合わせだったが、『'96』と『'98』でトップスのデザインや手の装備品がマイナーチェンジされている。『KOF2003』（以下『2003』と表記）と『KOF XI』（以下『XI』と表記）ではトップスが山吹色と黒の豹柄、ボトムが黒に変更され、『XII』と『XIII』では『'96』から『KOF'97』（以下『'97』と表記）にかけての衣装をベースとしたデザインに戻されている。『KOF XIV』（以下『XIV』と表記）ではトップスが黒いインナーと黒い稲妻模様が入った山吹色のシャツ、ボトムが黒いレザーパンツという完全新規の衣装に変更された。『KOF XV』（以下『XV』と表記）では黒いトップスに白いボトムの組み合わせに戻ったが、トップスが青い刺繍の入りの中華風のデザインにアレンジされている。
『2000』と『2003』では独自にチームを結成し、『XI』ではエリザベート・ブラントルシュの所属するチームの一員になっている。また、京の後輩・矢吹真吾ともチームを組む機会が多い。
『2000』の紅丸チームのチーム編成は、「紅丸、真吾、麟、セス」という、視覚的にも毒々しいほどの異彩を放っており、ゲーム中でも様々なキャラクター（京、K'、マキシマ、リョウ・サカザキ、クラーク、不知火舞、チョイ・ボンゲ）からそのことを指摘されている。
『XV』ではシュンエイと明天君と共に「ヒーローチーム」を結成している。

### 人物
父がアメリカ人で母が日本人の日米ハーフである。大富豪の御曹司（一人息子）で、両親と祖父・祖母に囲まれて何不自由なく育ちアメリカの大学を飛び級で卒業、現在は気ままに過ごしながら格闘家としての活動やファッションモデルをしている。そのように育った環境ゆえか、大切なものは"自分自身"というナルシストである。『'98』の勝利メッセージでは「ナルシストのどこが悪いのか」という台詞を言い放っている。ナンパが趣味の女性好きでもあり（京と大門はこのことに関して呆れ果てている）、『'98』での女性キャラクターへの対戦前の台詞でそれが分かる。このため、紅丸に対する『KOF』に出場する女性たちの視線がどのようなものであるのか垣間見える。なお、紅丸自身は『KOF』において10年間一度も女性とチームを組んだことがないが、『XI』ではエリザベートにチームの誘いを受けることになった。『XII』のバックストーリーでは神楽ちづるとデートしている姿が見られる。
『'97』での主人公チームのエンディングでは、紅丸は日本を出国し、世界各地の格闘大会に参加して優勝を飾り、以後、誰も紅丸のことを「日本チームのナンバー2」とは呼ばなくなったというメッセージが流れる。
京がネスツに拉致されて行方不明だった間に真吾の面倒を見ており、ナルシストである反面、面倒見が良いようである。真吾が『2000』のチームストーリーで麟に絡まれた時は、自分のチームで揉め事を起こさないよう、麟にしっかり釘を刺していることからも、彼が面倒見のよい性格であることを裏付けている。嬉野秋彦の小説版では特に顕著で、『'98』の時点で既に紅丸と真吾はチームを組んでいる設定となっている。また、自らを天才と豪語し、それが許されるだけの実力を持ちつつ（小説の『'96』では八神庵を追い詰めているが、一瞬の隙を突かれて敗北し、その後レオナ・ハイデルンに「八神には実力が及ばない」と言われている。しかし『'98』ではスポーツチームの3人を1人で倒している）、陰では努力を欠かさないという一面も描写されている（ただし、ナルシストゆえに努力している姿は絶対に人前では見せない）。同シリーズに登場するエージェント・セスとは「戦友」であるという設定だが、詳しい事情は明かされていない。
旧SNK時代に発売されたドラマCDでは面倒見の良さや親友思いの一面が強調されている。『'96』では椎拳崇とケンカした麻宮アテナにアドバイスしており、『'97』では草薙流の最終奥義を使いこなせず悩む京に自分が練習台になることを持ちかけ、「いくら強くても普通の人間では練習台になれない」と言われた際には、わざとオロチ八傑集の誘惑に乗ってオロチの力に身を染め、「最終決戦奥義 “無式”」を取得させるために命を懸けて京に闘いを挑んだ。最後のドラマCDとなった『2000』では実質的な主人公として描かれており、偶然出会ったクーラ・ダイアモンドと兄妹のような関係になるなどしている（その後、クーラは紅丸との出会いを忘れさせられてしまう）。
『XI』のエンディングでは、アッシュ・クリムゾンが京と真吾を傷付けたと思いこみ、アッシュに対して激怒する一面も見せた。
『XII』の京のバックストーリーにおいて、京を心配して連絡を取っており、京は「苦労性」だと発言している。また、自身のバックストーリーではちづるに「紅丸が京を支えてくれるから助かる」と言われている。
『KOF京』では拳崇の悩みを聞いて肉まんを贈り、拳崇と打ち解けるも、その場を見ていた京に肉まんを食べられてしまう。
『KOF2001』（以下『2001』と表記）では京と再会した際に、京がユキと会っていないことを指摘し、彼女が京のことを心配していたということを話し聞かせており、ユキのことも気遣っていることが分かる。

### CAPCOMとのクロスオーバー
『CAPCOM VS. SNK』シリーズには1作目から登場しているが、『頂上決戦 最強ファイターズ SNK VS. CAPCOM』と『SNK VS. CAPCOM SVC CHAOS』には未登場。また、『SNK VS. CAPCOM 激突カードファイターズ』シリーズでは個別キャラクターカードが全作に登場している。
『CAPCOM VS. SNK』シリーズでは『'96』や『XII』のものに似た黒いトップスと両腕に腕全体を覆う黒いアームカバーと白いボトムという『KOF』にはないオリジナルの衣装だが、『SNK VS. CAPCOM 激突カードファイターズ』シリーズでは『'98』の衣装になっている。
『CAPCOM VS. SNK』シリーズに出場した際は覇王丸にはガルフォードと間違えられ、さらにはブランカが京に「紅丸がきぐるみを着ているのではないか」と疑われた。『ジャスティス学園』シリーズからのキャラクター・鑑恭介とは、お互いライバル意識をしているようなやり取りがある。恭介に対する専用勝ち台詞「これでわかったろボーヤ」は、アフレコ中にアドリブで決まったもの。
『CAPCOM VS. SNK』シリーズでは対戦相手が男か女かで挑発の態度が露骨に違う。バルログからは美形と認められている。女性キャラクターとの対戦前に髪を下ろした状態から静電気で逆立たせるような演出があるが、ガイルには自分が使っているスプレーを勧めている。

### キャラクターの原型
外見のモデルは漫画『ジョジョの奇妙な冒険』の登場人物「ジャン＝ピエール・ポルナレフ」。当初の『'94』『KOF'95』（以下『'95』と表記）の衣装はそのままだった。また、『2001』のピアスのデザインが、ポルナレフがしていたものと同じものになっている。

## ゲーム上の特徴
シリーズを通して通常技（とりわけ蹴り技）とジャンプの性能が高く、連射可能でキャンセルのかかるしゃがみ弱キックから「居合い蹴り」につなぐ連続技は様々な状況から狙うことが可能。反面とっさに出せる反撃技に乏しく、ペースを握られると切り替えし辛いという一面もある。登場作品が進むにつれて、相手のガードを崩す能力の低下も目立つ（「紅丸コレダー」をはじめとするコマンド投げの廃止による影響が大きい）。

## 技の解説

### 通常技
技名が公表されている『'94』〜『'96』の名称のみ記載。
| 操作                                            | 立ち（近距離）     | 立ち（遠距離）       | しゃがみ           | 垂直ジャンプ                                              | 前方ジャンプ                                              | 後方ジャンプ                                              |
| ----------------------------------------------- | ------------------ | -------------------- | ------------------ | --------------------------------------------------------- | --------------------------------------------------------- | --------------------------------------------------------- |
| 弱パンチ                                        | フック             | ジャブ               | しゃがみジャブ     | ジャンプエルボー                                          | ジャンプエルボー                                          | ジャンプエルボー                                          |
| 強パンチ                                        | エルボー           | ストレート           | しゃがみフック     | ジャンプアッパー                                          | ジャンプアッパー                                          | ジャンプアッパー                                          |
| 弱キック                                        | サイドキック       | ハイキック           | しゃがみキック     | ジャンプキック                                            | ジャンプニーキック                                        | ジャンプニーキック                                        |
| 強キック                                        | ニーキック         | ジャンピングソバット | しゃがみローキック | ジャンプサイドキック                                      | ジャンプサイドキック                                      | ジャンプサイドキック                                      |
| 攻撃避け                                        | 避け               | 避け                 | -                  | -                                                         | -                                                         | -                                                         |
| 『'94』：スルーアタック 『'95』：カウンター攻撃 | ドッジサイドキック | ドッジサイドキック   | -                  | -                                                         | -                                                         | -                                                         |
| ふっ飛ばし攻撃                                  | ジャンプハイキック | ジャンプハイキック   |                    | 『'94』：ジャンプサイドキック 『'95』以降：トゥースタンプ | 『'94』：ジャンプサイドキック 『'95』以降：トゥースタンプ | 『'94』：ジャンプサイドキック 『'95』以降：トゥースタンプ |

### 通常投げ
フロントスープレックス
相手の体を抱き上げて後方の地面に叩き付ける。『'96』以降はキックボタンでの通常投げに設定され、ダウン回避不可となっている。
キャッチアンドシュート
『'96』にて追加されたパンチボタンでの通常投げ。相手を掴んで膝蹴りを叩き込んで蹴り飛ばす。ダウン回避可能。
スピニングニードロップ
空中の相手を捕えて上から押さえつけ、そのまま相手の体に膝を押し付けて地面に落とす衝撃でダメージを与える空中投げ。初登場となる『'94』から標準装備されている。

### 特殊技
フライングドリル
空中で一旦静止し、回転しながら突進する飛び蹴り。『'97』でのみ技名を叫ぶ。
技名は『新造人間キャシャーン』から。
ジャックナイフキック
ステップで間合いを縮めながらのハイキック。『2001』では通常技の強攻撃から連続でつながるようになった。

### 必殺技
雷靭拳（らいじんけん）
電を纏う拳を突き出す。食らった相手は感電し、吹き飛びダウンする。『'96』以降のヒット効果はのけぞりで、空中で食らった相手は吹き飛びダウンとなる。『'96』以降は空中でも出せるようになり、『'97』以降は強で出すと斜め上に向ける（『CAPCOM VS. SNK』では、これが「雷靭拳・対空」として独立した技になっている）。
居合い蹴り（いあいげり）
居合い抜きのように高速のハイキックを繰り出す。膝から先は残像しか見えなくなるほどの速さである。技の気絶値が高く、相手を気絶に追い込みやすいのが長所。作品が進むにしたがって蹴りの攻撃判定が小さくなった。
反動三段蹴り（はんどうさんだんげり） / 稲妻三段蹴り（いなずまさんだんげり）
『'95』にて追加された技。「居合い蹴り」から追加入力することで、ソバット・「スーパー稲妻キック」（後述）とコンビネーションを決める。
『2003』からコマンドが変更された。また、『CAPCOM VS. SNK 2』でも使用する。
『'96』から『'98』では独立した個別の必殺技になっていて（『'96』のみ追加技版もあり）、その場合ステップしてのハイキックから始動する。
『XIV』では後者の技名に改名されている。
真空片手駒（しんくうかたてごま）
地面に手をついて、コマの様に回転しながらの連続蹴り。『'95』までは単発攻撃で相手が遠くまで吹き飛び、追加入力で技を強制中断できるが、『'96』以降は最後まで連続ヒットする技に変更され、追加入力での中断もできなくなった。なお、『'97』までは技を出し終えた時に後ろへ飛び退く動作があった。『XII』および『XIII』を除く全作品で使用可能。
『CAPCOM VS. SNK』シリーズでは1作目および『PRO』のノーマル版と『2』では前者、1作目および『PRO』のEX版では後者の仕様となっている。『KOF XI』では弱が前者（あまり吹き飛ばない）、強が後者の性能となっている。
『'97』、『2003』でコマンドが変更されている。なお『CAPCOM VS. SNK』では『'96』まででのコマンドが採用されている。
以上2つの技名は『破裏拳ポリマー』から。ただし、「真空片手駒」については『破裏拳ポリマー』においては「真空片手独楽」である。
なお、『KOF ALLSTAR』においては技名が「真空旋回蹴り」に変更されている。
スーパー稲妻キック（スーパーいなずまキック）
『'95』から追加された、目の前に稲妻を発生させつつ飛び上がり、空中で反転しつつ蹴り上げる。「反動三段蹴り」のフィニッシュにはこの技を決める。食らった相手は感電しながら吹き飛びダウンする。『'99』で一度削除され、『2000』で復活した。無敵時間は、弱のみ出際に用意されている（『'97』『'98』）。弱は低く飛び上がり、『2000』では技を出した時よりも後方に着地するようになった。強は弱よりも高く飛びあがる分、着地時の隙も大きくなる。『'96』からコマンド変更となった。
『CAPCOM VS. SNK』では「反動三段蹴り」同様『2』から追加。
紅丸コレダー（べにまるコレダー） / 紅丸コライダー（べにまるコライダー）
『'96』にて新たに追加されたコマンド投げ。相手を掴んで電撃を流し込む。威力は低く、有効間合いも狭いが、決まった相手はその場でダウンする。『KOF』シリーズのコマンド投げの特長である投げ抜け不可能な点や、受け身が取れない点も長所となる。『'96』でクラークにこの技を決めたときのみ、ダウン中にやられ判定が残っており、しゃがみ弱キックで追い打ちをすることができる。
『'99』で消滅するが、『2002』および『NEO WAVE』のみ復活した。『CAPCOM VS. SNK』シリーズでも使用している（1作目および『PRO』ではEX版のみ）。
『XIV』では「紅丸コライダー」に改名した上で使用している。
以上2つの技名は『トップをねらえ!』のガンバスターから。
紅丸シュート（べにまるシュート）
元々は『'96』のCPU専用技で、『2002UM』にて追加された技。「紅丸コレダー」中に入力する追撃技で、倒れた相手を蹴り飛ばす。

雷鳴刀（らいめいとう）
『2003』にて追加された、突進しつつ電撃を纏った手刀を振るう攻撃。ボタン押しっぱなしで溜めることができるが、威力は変化しない。
『XIV』のEX版では弧状の電撃を飛ばす飛び道具に変化する。
紅丸ランサー（べにまるランサー）
『XII』から追加された技。頭上に稲妻を落として近距離および空中の敵に攻撃する。EXで出すと相手の位置をサーチし、頭上に稲妻が落ちる技に変化する。

### 超必殺技
雷光拳（らいこうけん）
片手に雷を宿して前方へ突き出し、激しく帯電する雷撃の拳打を決める。「雷靭拳」を強化したもので、ヒット数は5。これも『'97』以降は強で出すと斜め上に向ける（『CAPCOM VS. SNK』シリーズでは「雷光拳・対空」として別個の技になっている。ただし1作目および『PRO』のEX版にしか存在しない）。『'96』からコマンドが変更された。
MAX版は電撃の色が寒色系から暖色系に変化して、ヒット数が大きく上昇する。
『'95』までは、一発ごとの威力が低い代わりに、連続で当てても威力が半減せず、全段当てれば体力の半分以上を減らす。そのため、パワーMAX状態での連続技に組み込むことで、1回の連続技で相手を即死させることも可能だった。
エレクトリッガー
『'97』にて新たに追加されたコマンド投げ。相手の体を掴んだあとに、強烈に放電する。食らった相手は連続でダメージを受けてから吹き飛びダウンする。通常技を（『'98』では強攻撃を）キャンセルして出すことで連続でつながるが、有効間合いは狭く、威力も高くはない。『'98』では技の成立が遅く、画面暗転を確認してからでも飛ばれて回避される。
『'99』から『2001』ではストライカー動作で、つかんだ相手をしばらく行動不能にする。食らった相手の体は空中判定となっている（動作は「紅丸コレダー」のそれ）。
また『2000』のチームエンディングで、元飛賊の長「龍」に向かってこれを繰り出した。
『2002』以降は消滅。他には『CAPCOM VS. SNK』シリーズで使用（「紅丸コレダー」同様、1作目および『PRO』ではEX版のみ）。
技名は『スーパーロボット レッドバロン』から。
幻影ハリケーン（げんえいハリケーン）
『'99』から追加された技。その場から幻影が突進、ヒットするとポーズを決めた紅丸から何度も幻影が出現、突進攻撃を決め、最後に本体が突進攻撃を加える。『2000』以降は、幻影および最後に突進する紅丸が青白い色で表現されるようになった。
『'99』のみMAX版が存在し、最後の突進攻撃後のポーズが通常版と異なっている（通常版はプレイヤー側に視線を向けながら小さくガッツポーズを取るが、MAX版は上半身をプレイヤー側に向け片手を伸ばしてアピールするようなポーズを取る）。
技名は『破裏拳ポリマー』の「幻影破裏拳（げんえいはりけん）」から。
電影スパーク（でんえいスパーク）
『CAPCOM VS. SNK』シリーズでのオリジナル技（1作目および『PRO』ではノーマル版が使用）。低姿勢で突進してすれ違い、その後掛け声と共に相手を感電させ、その場にダウンさせる。
雷塵纏（らいじんてん）
『2002』および『NEO WAVE』のMAX2。「雷靭拳」と同じ電撃をオプションとして、体の周りの4箇所いずれかに設置する。電撃はガード不能（本体の攻撃はガードされる）なうえ、前方に設置すれば飛び道具もかき消せる。『2002 UNLIMITED MATCH』では最大2つまで設置できるように変更されている。
雷光片手駒（らいこうかたてごま）
『'98 ULTIMATE MATCH』で追加された技。足先に雷を纏った「真空片手駒」の強化版。MAX版は電撃の色が「雷光拳」と同様に暖色系に変わり、さらに多段ヒットの「スーパー稲妻キック」を止めに繰り出す。
紅丸ローリングサンダー（べにまるローリングサンダー）
『XII』で追加された技。自分の周囲にバリア状の電撃を発生させる。
雷皇拳（らいこうけん）
『XIII』のNEO MAX超必殺技。頭上に落とした稲妻を拳から前方に放出する技で、稲妻の方向を捻じ曲げているらしい。
紅丸ライジングショット（べにまるライジングショット）
『XIV』で追加された技。足先に雷を纏わせ、回し蹴りからの踵落としで叩きつける。
雷波靭皇拳（らいはじんおうけん）
『XIV』で追加されたCLIMAX超必殺技。「雷皇拳」のように片手を頭上にかかげて稲妻を落とした後、開いた手を前に突き出し、画面端まで届く稲妻を一直線に飛ばす。

## 担当声優
- 前塚あつし（旧・モンスター前塚）（下記を除く、各種ゲーム・ドラマCD）
- 緑川光（ドラマCD『電撃CD文庫 ザ・キング・オブ・ファイターズ'94』）
- 大河元気（『THE KING OF FIGHTERS for GIRLS』[11]）

## 関連人物
- 草薙京 - 親友、ライバル、チームメイト
- 大門五郎 - 友人、チームメイト
- 矢吹真吾 - 自称：京の1番弟子、京のパシリ、チームメイト
- K' - 『KOF'99』のチームメイト
- マキシマ - 『KOF'99』のチームメイト
- セス - 旧友、『KOF 2000』のチームメイト
- 麟 - 『KOF 2000』のチームメイト
- デュオロン - 『KOF XI』のチームメイト
- エリザベート・ブラントルシュ - 『KOF XI』のチームメイト
- シュンエイ - 『KOF XV』のチームメイト
- 明天君 - 『KOF XV』のチームメイト